# Saardeutsche Volksstimme
Die Saardeutsche Volksstimme war eine Wochenzeitung und das Parteiorgan der NSDAP im Saargebiet.

## Geschichte
Die Saardeutsche Volksstimme wurde erstmals im Juni 1928 herausgegeben und verstand sich als „Kampfblatt der Nationalsozialistischen Deutschen Arbeiterpartei, Gau Saar“, so auch der Untertitel der Zeitung. Die Wochenzeitung erschien immer zum Wochenende und kostete 1 Franc. Als Schriftleiter trat Walter Jung auf und Herausgeber war Karl Cartarius aus Saarbrücken. Redaktionssitz war zunächst die Lohmühlenstraße, den Druck übernahm die Druckerei Haupt in Neufechingen.
Inhaltlich war die Zeitung voll auf Parteilinie und enthielt vor allem antisemitische, antisozialistische und antikommunistische Hetze, die sich auf die Denunziation bekannter Persönlichkeiten des Saargebietes spezialisierte.
1929 wurde Jung als Schriftleiter abgesetzt und durch Gottfried Feder ersetzt, der von Darmstadt aus die Geschicke der Zeitung lenkte und über den Fränkischen Volksverlag in Nürnberg verlegen ließ. Damit einher ging die Entwicklung, dass saarspezifische Themen nur noch einen geringen Stellenwert hatten. Lediglich auf Seite 1 wurden noch Saarthemen aufgegriffen, der Rest des Blattes war Bekanntmachungen anderer Gaue gewidmet. 1931 wurde die Saardeutsche Volksstimme für drei Monate von der Regierungskommission des Saargebietes verboten. Danach wurde die Zeitung unter dem neuen Schriftleiter Richard Adt wieder in Saarbrücken erstellt. Daher dominierte auch wieder die Berichterstattung über Themen des Saargebiets.